# Bagert
Bagert là một xã ở tỉnh Ariège, thuộc vùng Occitanie ở phía tây nam nước Pháp.

## Dân số
| 1962 | 38 |
| 1968 | 65 |
| 1975 | 59 |
| 1982 | 56 |
| 1990 | 45 |
| 1999 | 54 |